# Christian Samba
Christian Brice Samba (ur. 26 marca 1971 w Brazzaville) – kongijski piłkarz grający na pozycji bramkarza. W swojej karierze rozegrał 33 mecze w reprezentacji Konga.

## Kariera klubowa
Swoją karierę piłkarską Samba rozpoczął w klubie Kotoko de Mfoa, w którym zadebiutował w 1987 roku. W 1989 roku przeszedł do CSMD Diables Noirs. Grał w nim do 1992 roku i z klubem tym wywalczył mistrzostwo Konga w sezonie 1991 oraz zdobył dwa Puchary Konga w sezonach 1989 i 1990.
W 1993 roku Samba przeszedł do iworyjskiego Africa Sports National. Dwukrotnie został z nim mistrzem Wybrzeża Kości Słoniowej w sezonach 1996 i 1999 oraz zdobył dwa Puchary Wybrzeża Kości Słoniowej w sezonach 1993 i 1998. W 1999 roku zdobył z nim Puchar Zdobywców Pucharów.
W latach 2000–2004 Samba grał we francuskim klubie Pacy Vallée-d’Eure, w którym zakończył karierę.

## Kariera reprezentacyjna
W reprezentacji Konga Samba zadebiutował 15 stycznia 1992 w zremisowanym 0:0 grupowym meczu Pucharu Narodów Afryki 1992 z Wybrzeżem Kości Słoniowej, rozegranym w Ziguinchorze. Na tym turnieju zagrał również w grupowym meczu z Algierią (1:1) oraz ćwierćfinałowym z Ghaną (1:2).
W 2000 roku Samba został powołany do kadry na Puchar Narodów Afryki 2000. Wystąpił na nim trzykrotnie w meczach grupowych: z Marokiem (0:1), z Nigerią (0:0) i z Tunezją (0:1). Od 1991 do 2000 roku wystąpił w kadrze narodowej 33 razy.